# Calle del Prado (Vitoria)
La calle del Prado  es una vía pública de la ciudad española de Vitoria.

## Descripción
La vía nace de la plaza de la Virgen Blanca y discurre hasta la esquina que forman la calle de la Magdalena y la de Vicente Goicoechea. Hasta 1822, año en que adquirió título propio, formaba parte del paseo del Espolón. Aparece descrita en la Guía de Vitoria (1901) de José Colá y Goiti con las siguientes palabras:

Calle del Prado.—Nombre primitivo. Se le dió este título en 1822, y antes era parte del antiguo paseo del Espolón. Principia en la plaza de la Virgen Blanca y concluye en la del Juego de Pelota.

En la casa número 10 falleció el eximió alavés, defensor de los Fueros, don Mateo B. de Moraza, el año 1878, según se ve en la lápida de la puerta.

el día 17 de enero de 1878 falleció en esta casa
DON MATEO B.º DE MORAZA
consultor,
padre de provincia y diputado á cortes por álava,
mantenedor constante de sus derechos
é impugnador de la ley de 21 de julio de 1876
(Colá y Goiti, 1901, p. 51)

A lo largo del siglo XX, tuvo diversos títulos, con los que honró a José Cadena Eleta (1855-1918), obispo de la diócesis de Vitoria; a Pablo Iglesias Posse (1850-1925), fundador del Partido Socialista Obrero Español y de la Unión General de Trabajadores, y a José Antonio Primo de Rivera (1903-1936), fundador de Falange Española. Desde 1979, mantiene el original. Estuvieron en la calle la librería de Apolinar Fernández de Landa y las imprentas de Méndez, de Cipriano Guinea ―de allí salían El Gorbea y El Porvenir Alavés― y de los herederos de Ignacio Egaña. En sus portales vivieron, además, figuras como Mateo Benigno de Moraza, Obdulio de Perea, Francisco Juan de Ayala, Herminio Madinaveitia, Ángel de Apráiz y José María Díaz de Mendívil. Entre las instituciones y comercios que han tenido sede en la vía, se cuentan la Cooperativa Cívico-Militar, la Jefatura del Servicio Nacional de Prisiones, el Registro de Penados y Rebeldes, la Delegación de Abastecimientos y Transportes, la comisaría del Cuerpo General de Policía, la Cámara de Comercio e Industria, la Fiscalía de la Vivienda, el Círculo Tradicionalista, la Juventud Tradicionalista, las Sociedades Obreras, el Partido y Juventud Socialista, el Banco de España, el Gobierno Civil, la Delegación e Inspección de Trabajo y la Delegación Provincial de Sindicatos.